# Ahmed Ouhda
Ahmed Ouhda (Ait Ali Ouhassou, 10 marzo 1997) è un mezzofondista italiano.

## Biografia
Ha partecipato agli Europei di corsa campestre del 2016, piazzandosi in trentaduesima posizione nella gara juniores e conquistando un quarto posto a squadre, a quelli del 2018, piazzandosi in cinquantottesima posizione nella corsa under 23, ed a quelli del 2021, piazzandosi in sessantanovesima posizione nella gara seniores. Nel 2018 ha inoltre vinto una medaglia d'argento ai campionati del Mediterraneo under 23, nei 10000 metri piani. Nel 2019 ha invece partecipato agli Europei under 23, piazzandosi in tredicesima posizione nei 10000 metri piani. Nel 2021 partecipa agli Europei di corsa campestre, mentre nel 2024 conquista un ventiquattresimo posto nella gara dei 10000 metri degli Europei.

## Palmarès
| Anno | Manifestazione                      | Sede               | Evento         | Risultato | Prestazione | Note                          |
| ---- | ----------------------------------- | ------------------ | -------------- | --------- | ----------- | ----------------------------- |
| 2016 | Europei di cross                    | Chia               | Corsa U20      | 32º       | 18'00"      |                               |
| 2016 | Europei di cross                    | Chia               | A squadre      | 4º        | 88 p.       |                               |
| 2018 | Mediterraneo U23                    | Jesolo             | 10000 m piani  | Argento   | 30'30"84    |                               |
| 2018 | Europei di cross                    | Tilburg            | Corsa U20      | 58º       | 25'33"      |                               |
| 2018 | Europei di cross                    | Tilburg            | A squadre      | 10º       | 97 p.       |                               |
| 2019 | Europei U23                         | Gävle              | 10000 m piani  | 13º       | 29'09"40    |                               |
| 2021 | Europei di cross                    | Dublino            | Corsa seniores | 69º       | 33'51"      |                               |
| 2021 | Europei di cross                    | Dublino            | A squadre      | 11º       | 163 p.      |                               |
| 2023 | Mondiali militari di mezza maratona | Lucerna            | Individuale    | 18°       | 1h04'41     |                               |
| 2023 | Mondiali militari di mezza maratona | Lucerna            | A squadre      | Bronzo    | 50 p.       |                               |
| 2024 | Europei                             | Roma               | 10000 m piani  | 24º       | 28'33"50    |                               |
| 2025 | Europei su strada                   | Bruxelles e Leuven | Individuale    | 14º       | 1h02'58"    | Miglior prestazione personale |
| 2025 | Europei su strada                   | Bruxelles e Leuven | A squadre      | Bronzo    | 3h08'42"    |                               |

## Campionati nazionali
2013
- Bronzo ai campionati italiani allievi, 3000 m piani - 8'47"05
- 44º ai campionati italiani allievi di corsa campestre - 17'15"

2014
- Argento ai campionati italiani allievi, 3000 m piani - 8'41"91
- 4º ai campionati italiani allievi di corsa campestre - 16'47"
- Bronzo ai campionati italiani allievi di corsa in montagna - 20'39"

2015
- Bronzo ai campionati italiani juniores, 5000 m piani - 14'48"31
- 18º ai campionati italiani juniores, 1500 m piani - 4'08"33

2016
- 26º ai campionati italiani di maratonina - 1h08'16"
- Oro ai campionati italiani juniores di maratonina - 1h08'16"
- Argento ai campionati italiani juniores di corsa campestre[1] - 23'25"
- Bronzo ai campionati italiani juniores, 5000 m piani - 14'46"36
- 6º ai campionati italiani juniores indoor, 1500 m piani - 4'00"02

2017
- 5º ai campionati italiani promesse indoor, 3000 m piani - 8'34"30

2018
- 8º ai campionati italiani assoluti, 5000 m piani - 14'20"84
- 6º ai campionati italiani promesse, 5000 m piani - 14'25"37
- 20º ai campionati italiani di 10 km su strada - 31'23"
- Bronzo ai campionati italiani promesse di 10 km su strada - 31'23"

2019
- 16º ai campionati italiani assoluti, 5000 m piani - 14'40"11
- 8º ai campionati italiani promesse, 5000 m piani - 14'43"26

2020
- 14º ai campionati italiani di maratonina - 1h04'18"

2021
- 6º ai campionati italiani di 10 km su strada - 28'48"

2022
- 13º ai campionati italiani di maratonina - 1h04'55"

2023
- 12º ai campionati italiani assoluti, 10000 m piani - 29'51"26
- 8º ai campionati italiani assoluti, 5000 m piani - 14'08"66
- 39º ai campionati italiani di corsa campestre - 33'00"

2024
- 7º ai campionati italiani assoluti, 5000 m piani - 13'58"56

## Altre competizioni internazionali
2016
- Argento alla Cinque Mulini ( San Vittore Olona), gara juniores[2]
- Oro al Campaccio ( San Giorgio su Legnano), gara juniores - 18'46"

2019
- 27º alla Great Manchester Run ( Manchester) - 31'33"
- 12º al Campaccio ( San Giorgio su Legnano) - 31'25"

2021
- 5º al Giro podistico internazionale di Castelbuono ( Castelbuono) - 36'01"
- 7º alla BOclassic ( Bolzano) - 29'44"

2022
- 11º al Giro podistico internazionale di Castelbuono ( Castelbuono) - 36'32"
- 29º alla 10K Valencia Ibercaja ( Valencia) - 28'41"
- 17º alla Cinque Mulini ( San Vittore Olona) - 30'41"
- 22º al Northern Ireland International Cross Country ( Belfast) - 31'42"

2023
- 16º al Giro al Sas ( Trento) - 30'30"

2024
- 7º alla Maratona di Venezia ( Venezia) - 2h13'00"
- 8º alla Roma-Ostia ( Roma) - 1h04'31"
- Bronzo al Giro podistico internazionale di Castelbuono ( Castelbuono) - 35'55"
- 20º alla BOclassic ( Bolzano) - 30'12"

2025
- 9º alla Roma-Ostia ( Roma) - 1h03'32"
- 20º al Cross di Alà dei Sardi ( Alà dei Sardi)